# Катастрофа Шато-де-Сюллі
Катастрофа Boeing 707 у Парижі (також відома, як Катастрофа Шато-де-Сюллі) — велика авіаційна катастрофа, що сталася у неділю 3 червня 1962 року. Пасажирський авіалайнер Boeing 707-328B французької авіакомпанії Air France виконував плановий рейс AF007 за маршрутом Париж — Нью-Йорк — Атланта — Х'юстон (в ході якого перевозив групу американських туристів, які поверталися додому після екскурсії Парижем), але в момент вильоту з паризького аеропорту Орлі літак викотився за межі ЗПС і зруйнувався. Зі 132 осіб (122 пасажири і 10 членів екіпажу), що перебували на його борту, вижили всього 2 (обидві отримали поранення).
В історії пасажирської та реактивної авіації (але не в історії авіації взагалі) це була перша катастрофа за участю одного літака, у якій загинуло понад 100 осіб. Також на момент подій це була найбільша катастрофа одного літака, а також друга найбільша авіакатастрофа у світі (після зіткнення над Нью-Йорком, 134 загиблих). На 2022 рік (за кількістю загиблих) ця авіакатастрофа посідає 2-ге місце в історії авіакомпанії Air France (після катастрофи A330 в Атлантиці, 228 загиблих), 4-те серед тих, що сталися у Франції та 5-ет в історії літака Boeing 707. Також це найбільша авіакатастрофа французького літака на території Франції.

## Наслідки катастрофи

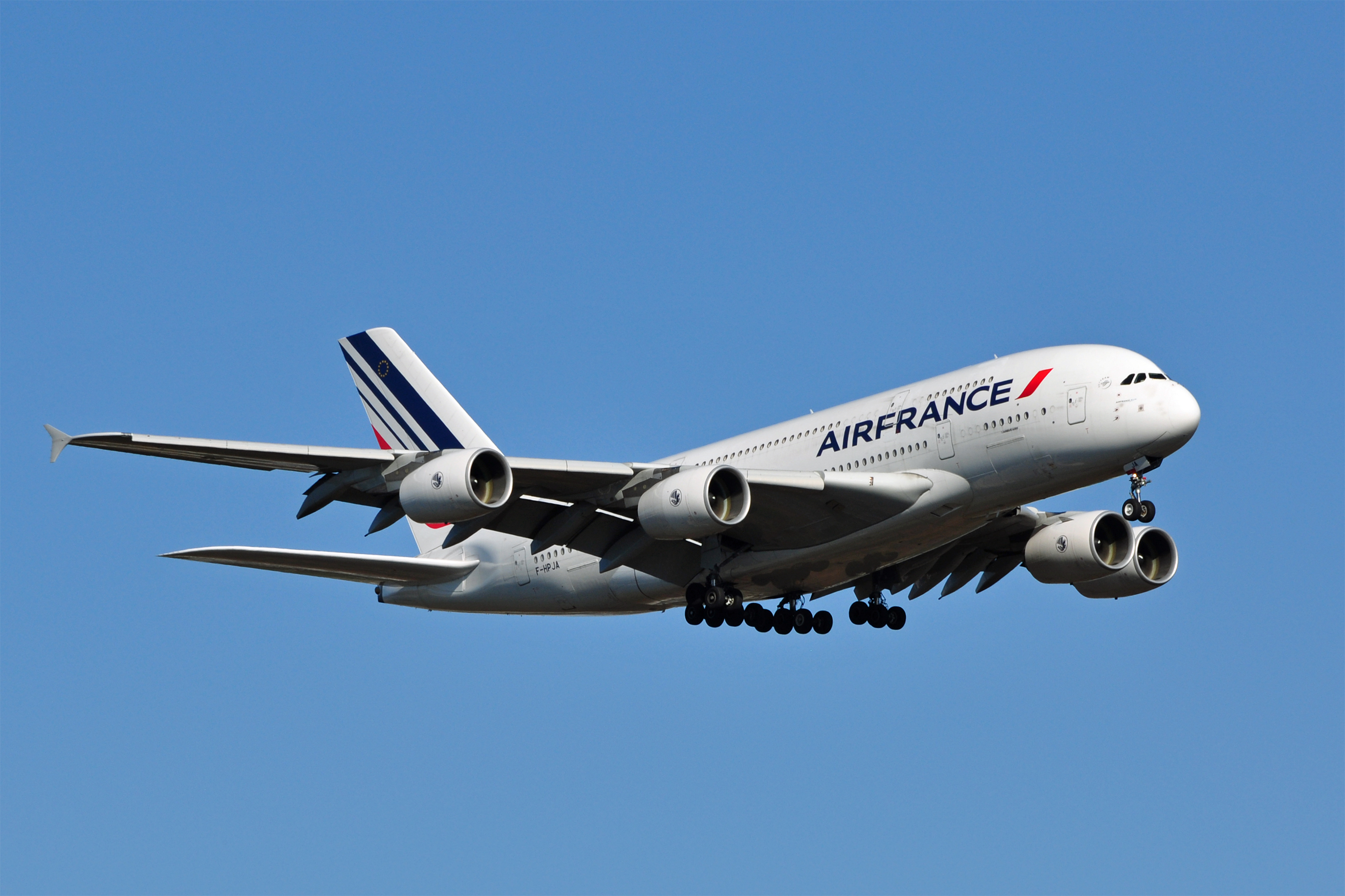
Airbus A380 компанії Air France

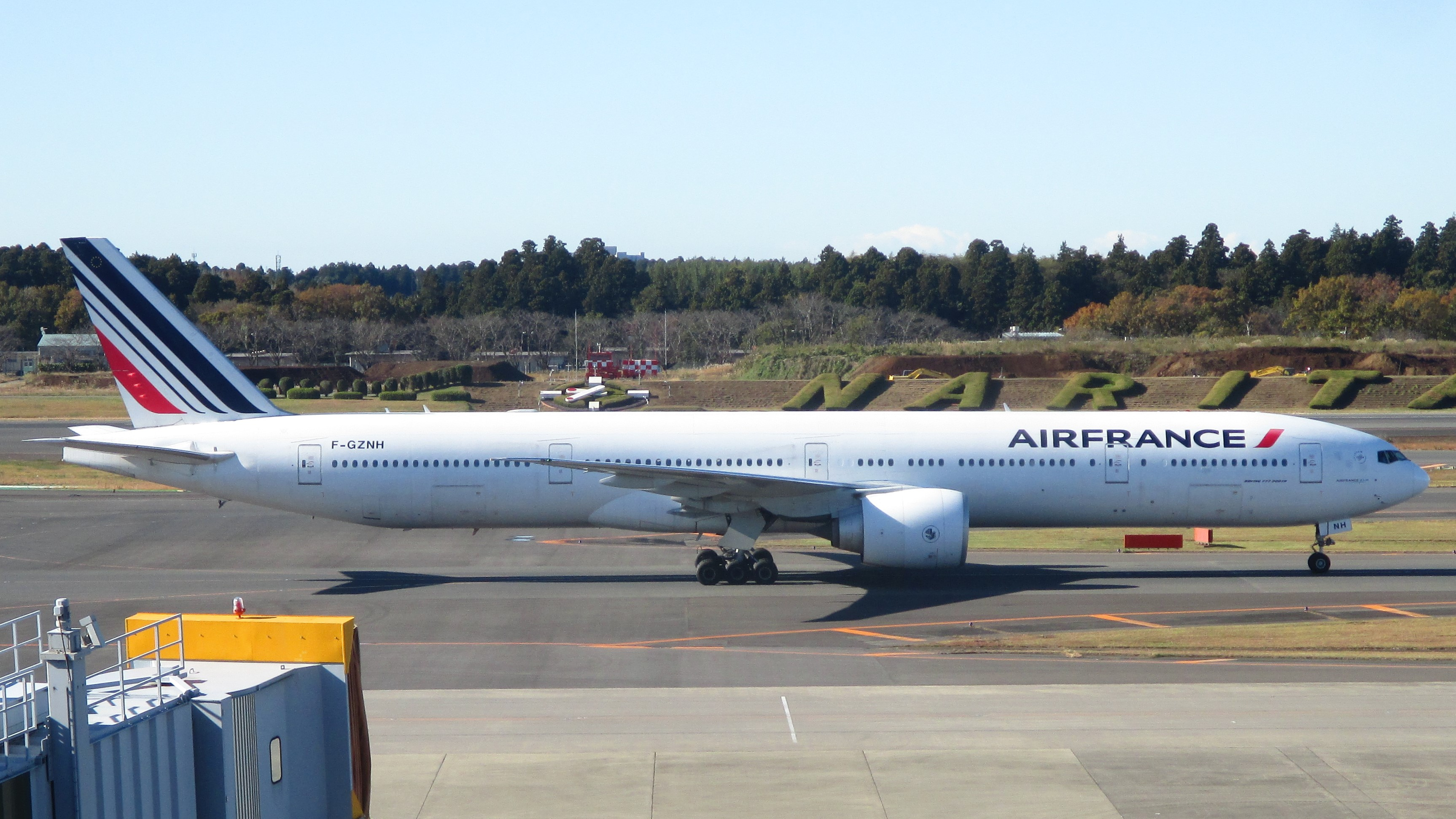
Boeing 777-300ER компанії Air France

Усупереч традиції після катастрофи відмовлятися від номера рейсу на знак поваги до загиблих, рейс AF007 в авіакомпанії Air France існує і донині; номер рейсу AF7, маршрут Нью-Йорк — Париж і ним літають Airbus A380 і Boeing 777-300ER.

## Культурні аспекти
Пам'яті катастрофи рейсу 007 письменниця Енн Ухрі Абрамс (англ. Ann Uhry Abrams) у 2002 році опублікувала книгу «Вибух в Орлі: Катастрофа, яка змінила Атланту» (англ. Explosion at Orly: The Disaster that Transformed Atlanta).